# スーパー・ゼロ
『スーパー・ゼロ』は鳴海章の航空小説、ゼロシリーズの第三作目である。

## 登場人物
那須野治朗
本シリーズの主人公、元航空自衛隊員でF-4EJのパイロット。自衛隊在籍時にソ連の偵察機に対し命令に背き発砲、その際に後部搭乗員を失う。また、米軍に派遣されたことがあり、その際、見学にイスラエルに行くが1973年10月8日（Dデイ、ヨム・キップルの戦い）に巻き込まれ、アメリカから乗ってきたF-4Eにて実戦を経験、エジプト空軍のMiG-21をAIM-9Dにて撃墜するも、別のMig-21のアトゥール空対空ミサイルで撃墜されてしまう。なお本作品ではこのときのコールサインである「ジーク」と呼ばれることが多い。
フランクリン・F・バーンズ
米空軍の将軍、1973年10月8日（Dデイ、ヨム・キップルの戦い）に那須野の搭乗したF-4Eの後部搭乗員だった。また、前作ネオ・ゼロで那須野の搭乗するFSX-90（ネオ・ゼロ）によって撃墜され、左腕を失っているため、左腕は義手である。
シンシア・スー
中国系のアメリカ人研究者で本作品の鍵となるSMESの開発者。日本にSMESの情報を流した本人で那須野とともにXFV-14を奪い脱出するもその際に風防の近くに命中したM16の小銃弾の破片が首に命中し死亡してしまう。
ハンス・H・ラインダース
ハワイ州第199戦術戦闘航空隊に所属している、F-15のパイロット、コールサインは「キャデラック0.1」
エドワード・ポプキンス
XFV-14の機付長、博士号を持っていることから「博士（ドク）」と呼ばれることが多い。

## 登場する実在の航空機・船舶など
航空機
- F-15A
- AV-8B
- F/A-18
- F-16
- TA-4A
- MiG-21
- F-4E

船舶
- タラワ級強襲揚陸艦ベロー・ウッド

自動小銃
- M16

ミサイル
- AMRAAM
- ASRAAM

## 登場する実在の組織
- 防衛庁
- 航空自衛隊
- 航空宇宙技術研究所
- アメリカ国家安全保障局
- 警視庁
- 富山県警
- アメリカ空軍
- アメリカ海兵隊
- イスラエル諜報特務局